# Villa Fridhem, Frescati

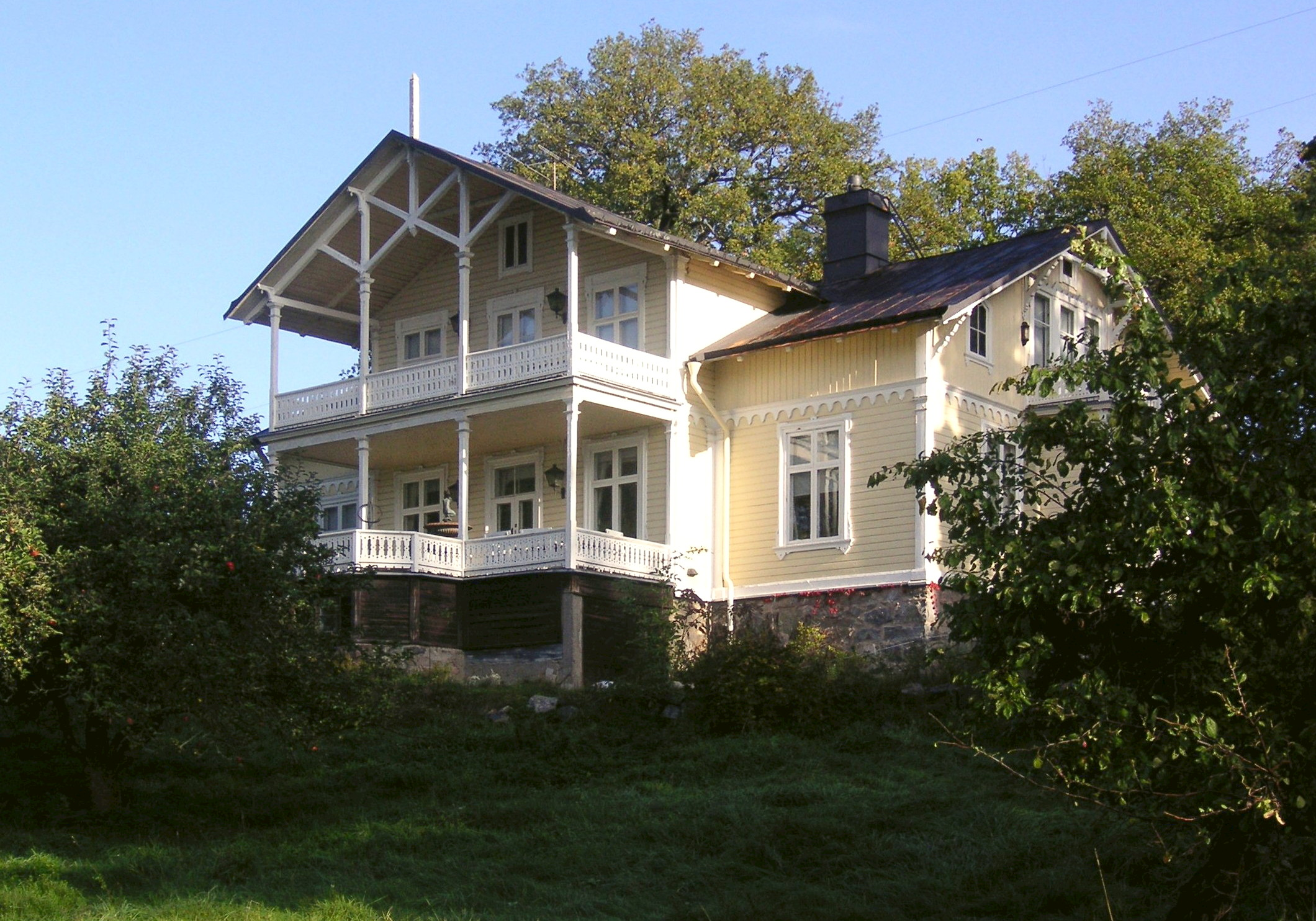
Villa Fridhem vid Brunnsviken

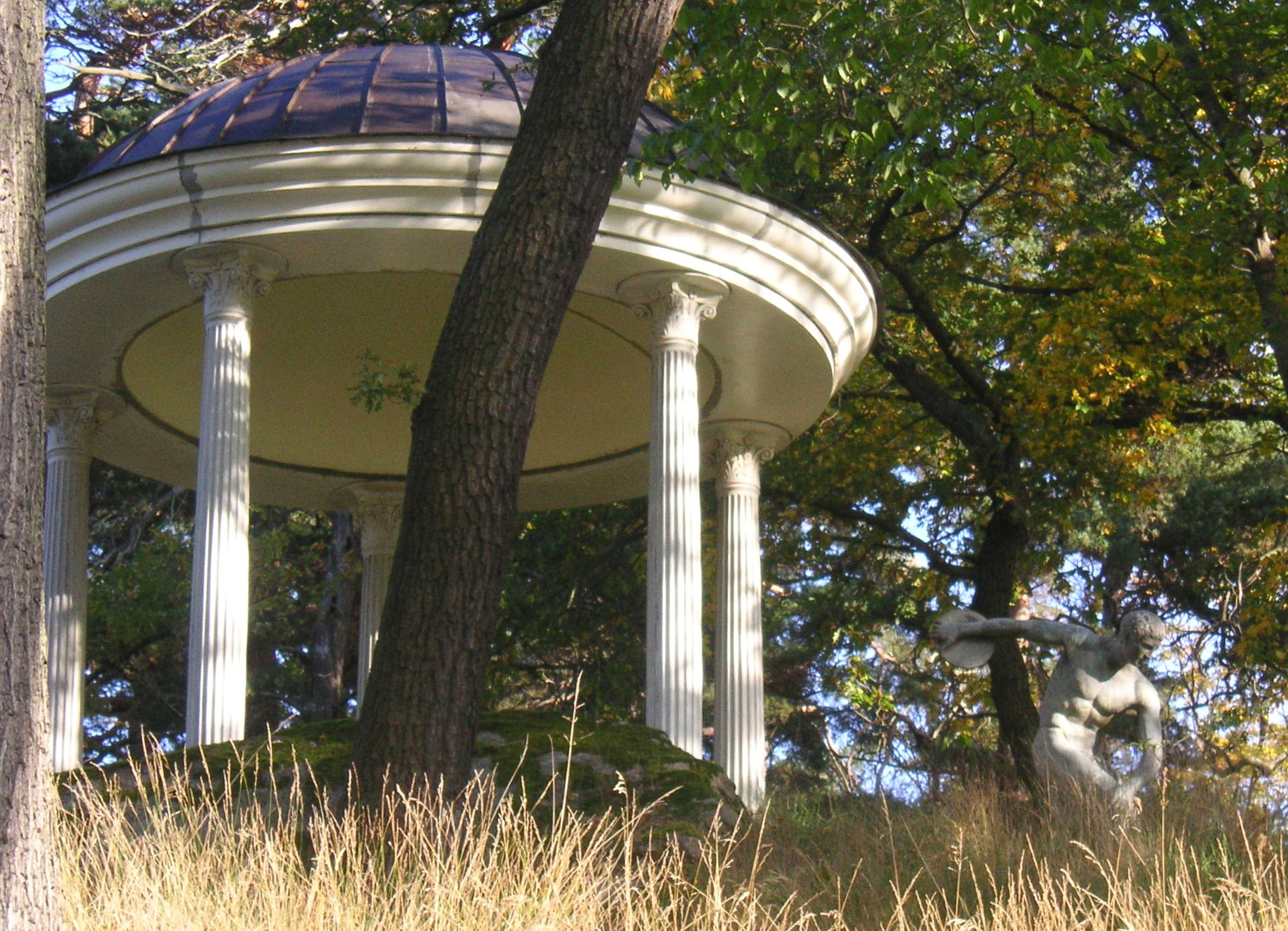
Ekotempel och skulpturen Diskobolos.

Villa Fridhem är en byggnad vid Ålkistevägen 15 i området Freskati vid Ålkistevägen intill Brunnsviken på Norra Djurgården i Stockholms kommun. Villan är grönmärkt av Stadsmuseet i Stockholm vilket innebär att de anses vara ”särskilt värdefulla från historisk, kulturhistorisk, miljömässig eller konstnärlig synpunkt”.

## Beskrivning
Villan vid Brunnsviken uppfördes 1870 och var ursprungligen en sommarbostad under Bergshamra gård som mellan 1707 och 1917 var fideikommiss inom ätten Barck. Huset var ett typiskt sommarnöje från 1800-talets slut, då stockholmarna sökte sig ut från staden sommartid. 
Byggnaden domineras av en hög punschveranda i två våningar som vetter mot Brunnsviken. Villan har de vanliga detaljerna som utmärker en sommarvilla från tiden; ljusmålad träpanel,  snickarglädje och en gestaltning i schweizerstil. På tomten finns ett ekotempel och en  antik skulptur föreställande Myrons diskuskastaren Diskobolos.
Numera är Fridhem permanentbostad. Nuvarande (2020) ägare är entreprenören Arnfinn Röste som förvärvade området från Domänverket på 1970-talet. Han hyr ut villan och bor själv på intilliggande Villa Sofielund.